# Gavilanes
Gavilanes é um município da Espanha na província de Ávila, comunidade autónoma de Castela e Leão, de área 29,06 km² com população de 693 habitantes (2004) e densidade populacional de 23,85 hab/km².

## Localização
Localiza-se no sul da província de Ávila.
| Noroeste: Serranillos    | Norte: Serranillos                                    | Nordeste: Mijares       |
| Oeste: Pedro Bernardo    |                                                       | Este: Mijares           |
| Sudoeste: Pedro Bernardo | Sul: Sartajada, Almendral de la Cañada, Navamorcuende | Sudeste: Pedro Bernardo |

## Demografia
| Variação demográfica do município entre 1991 e 2004 | Variação demográfica do município entre 1991 e 2004 | Variação demográfica do município entre 1991 e 2004 | Variação demográfica do município entre 1991 e 2004 |
| --------------------------------------------------- | --------------------------------------------------- | --------------------------------------------------- | --------------------------------------------------- |
| 1991                                                | 1996                                                | 2001                                                | 2004                                                |
| 798                                                 | 751                                                 | 706                                                 | 693                                                 |